# Thamesmead

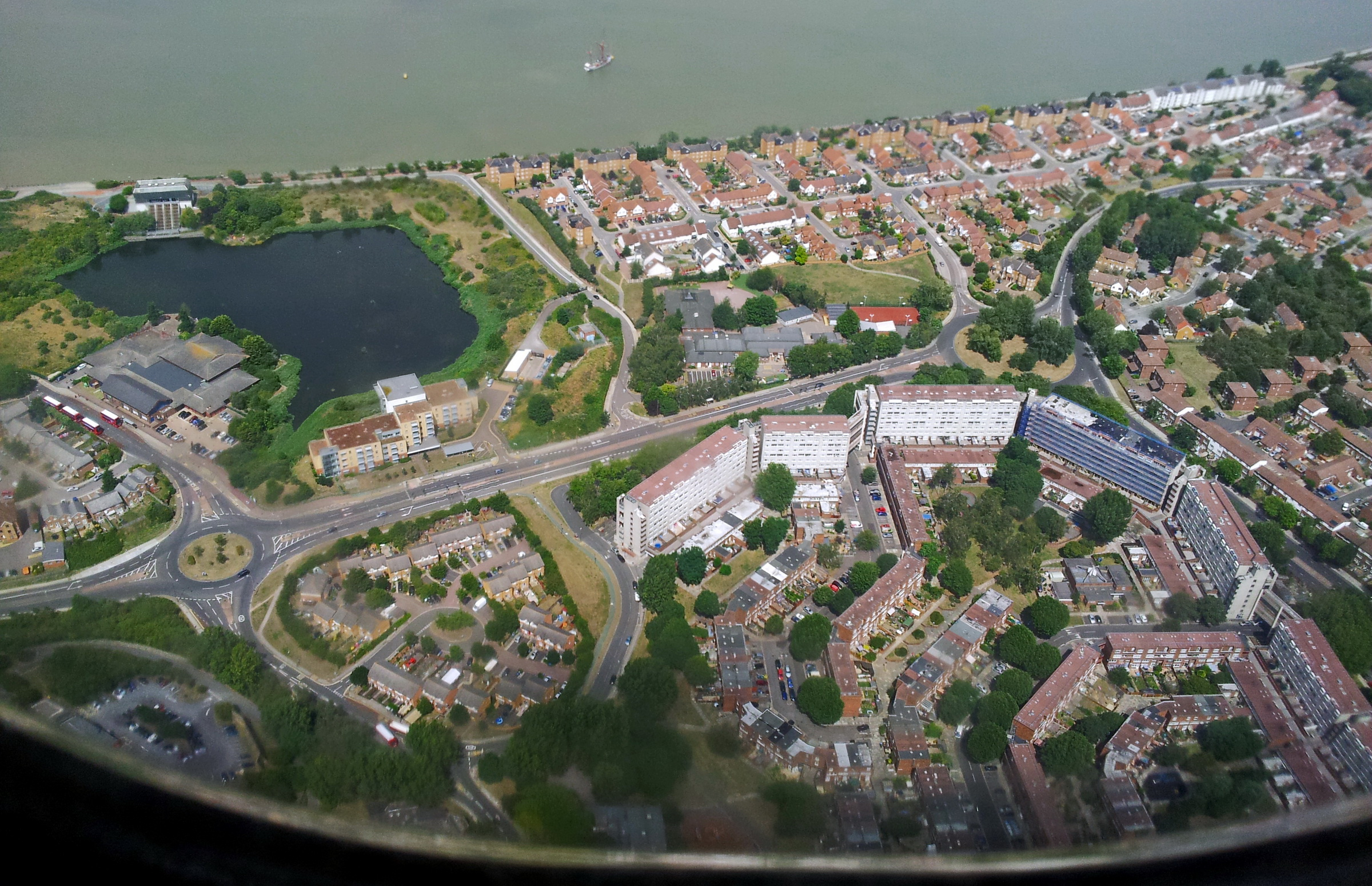
Luchtfoto van een deel van Thamesmead

Thamesmead is een wijk aan de rivier de Theems in het zuidoosten van Groot-Londen in het Verenigd Koninkrijk. Thamesmead wordt samen met het nabije Abbey Wood in de toekomstvisie London Plan aangeduid als opportunity area.

## Ligging
Thamesmead ligt vlak bij Woolwich, gedeeltelijk in de Royal Borough of Greenwich, gedeeltelijk in de Borough of Bexley. De wijk is gebouwd op moerasachtige gronden op de zuidoever van de Theems; het zuidelijk deel bevindt zich op de voormalige bedrijfsterreinen van Royal Arsenal, Woolwich. Het Pilkington Canal is een van de schaarse overblijfselen van de militaire infrastructuur.

## Stedenbouw en architectuur
Thamesmead werd vanaf het midden van de jaren zestig aangelegd en zou aanvankelijk 60.000-100.000 inwoners gaan tellen. Hoewel de wijk nog niet af is, zullen dat er waarschijnlijk niet meer dan 50.000 worden, mede omdat in toenemende mate voor laagbouw is gekozen. De wijk bestaat voor een groot deel uit sociale woningbouw.
In de oudere delen van de wijk (rondom Southmere) staan veel middelhoge en lage flats, merendeels van beton, gebouwd in de stijl van het Brutalisme. De latere woonbuurten zien er vriendelijker uit, met veel eengezinswoningen in gele en rode baksteen. In het zuidwestelijk deel, aan de Theems en grenzend aan het historische Royal Arsenal, ligt Royal Artillery Quays, een reeks witte woongebouwen uit het jaar 2000. Een bijzonder architectonisch element is een herbouwde klokkentoren, die oorspronkelijk op het terrein van de scheepswerf Deptford Dockyard stond.
Aan de rand van de wijk ligt de extra beveiligde Belmarsh-gevangenis, die een aantal jaren lang in gebruik was om verdachten van terrorisme zonder enige vorm van proces langere tijd vast te houden. Om die reden werd het ook aangeduid als "het Britse Guantanamo Bay".

## Media
In Thamesmead werden de films A Clockwork Orange uit 1971 en Beautiful Thing uit 1996 (deels) opgenomen. De wijk vormt tevens het decor van de Britse sciencefictionserie Misfits, uitgezonden vanaf 2009.

## Afbeeldingen

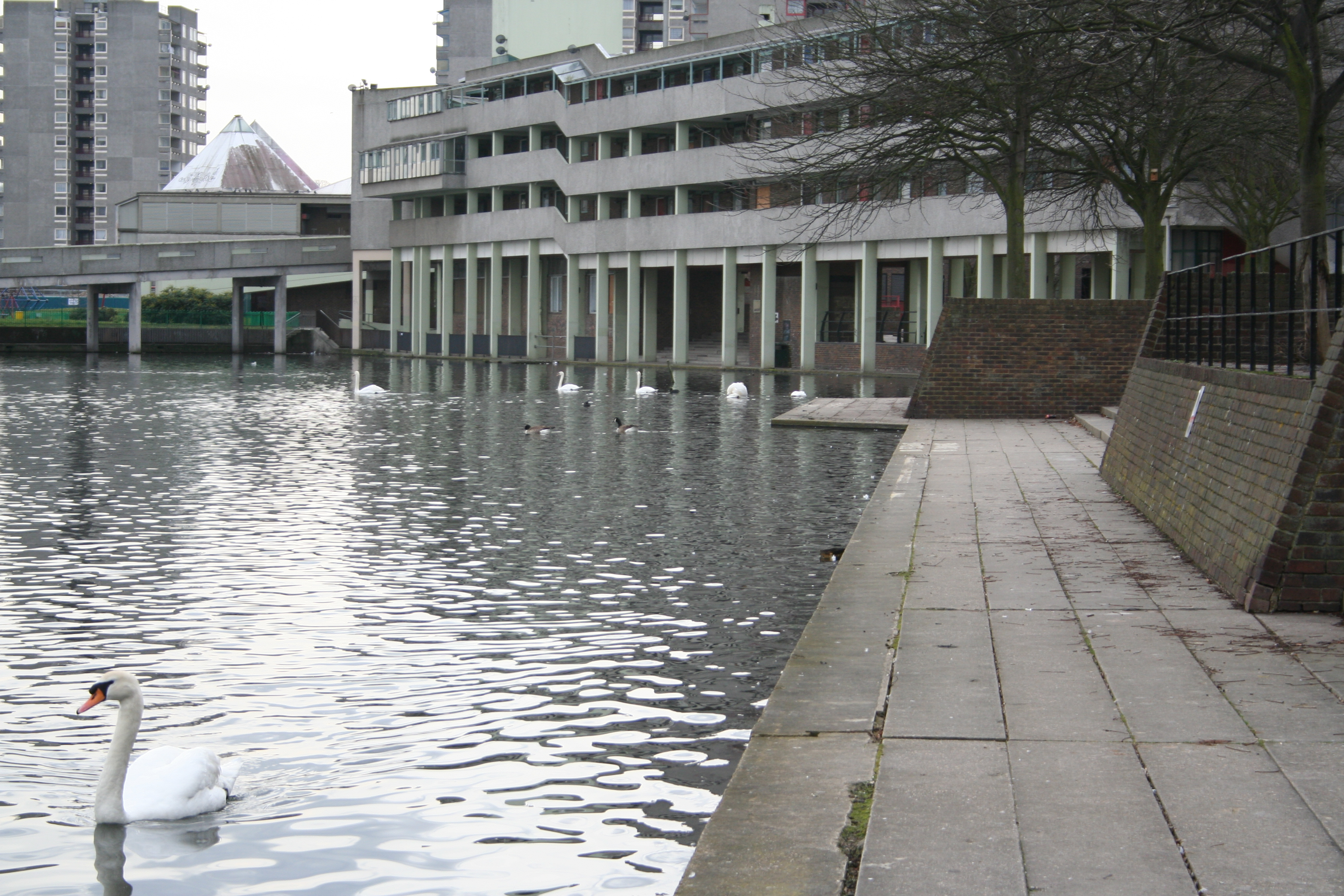
Flats Southmere
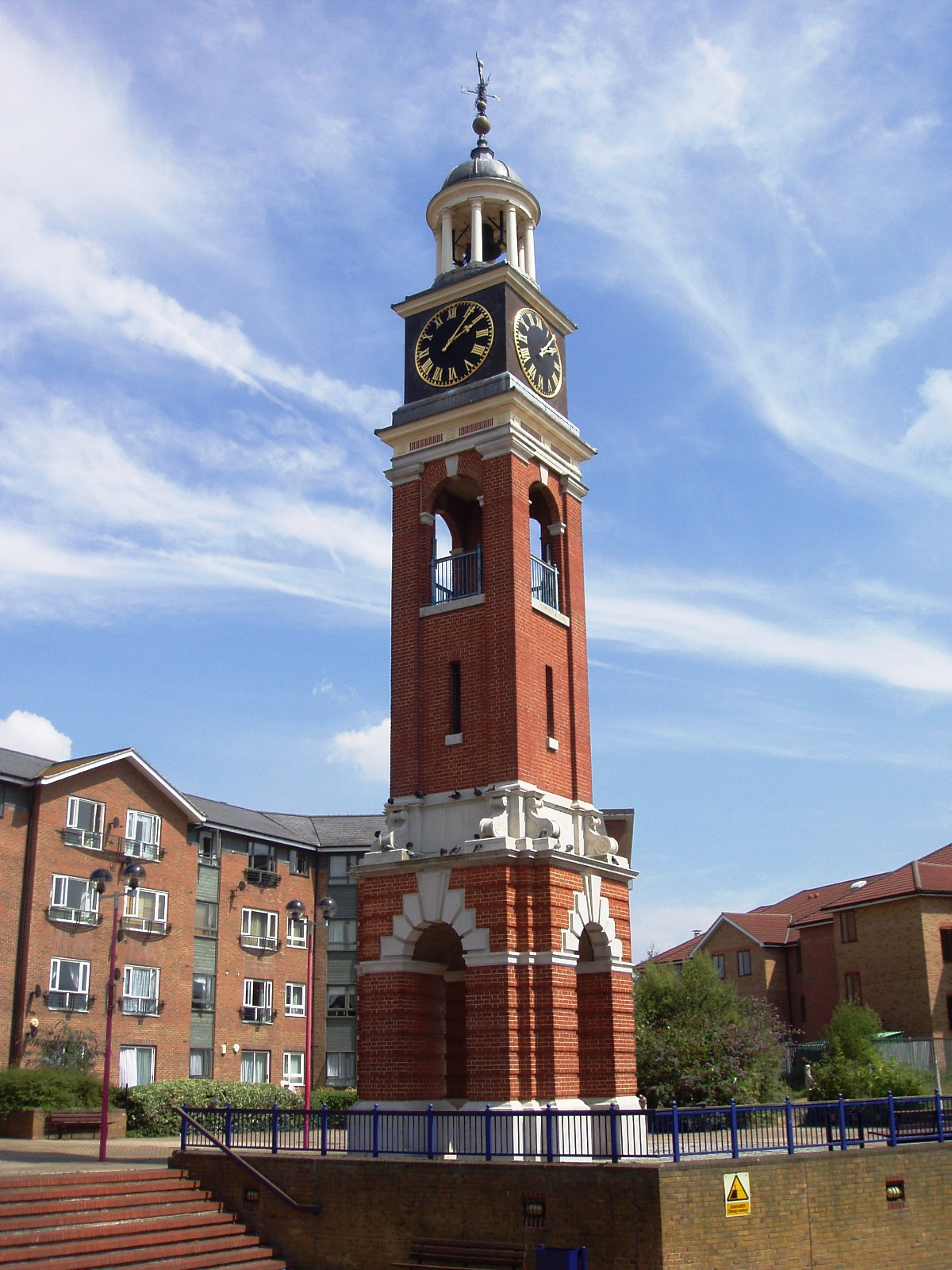
Herbouwde klokkentoren
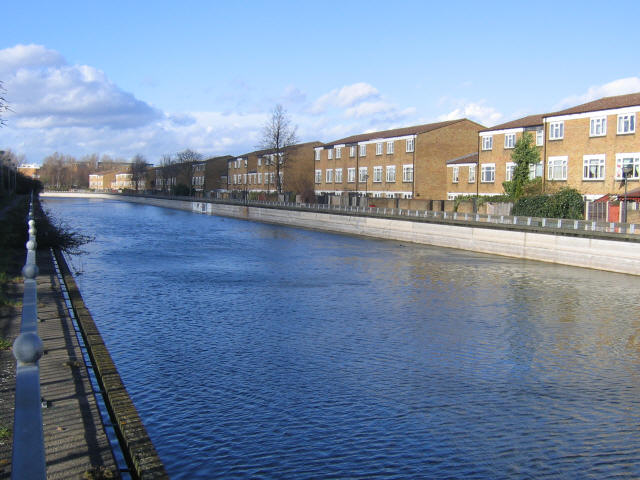
Het Pilkington Canal
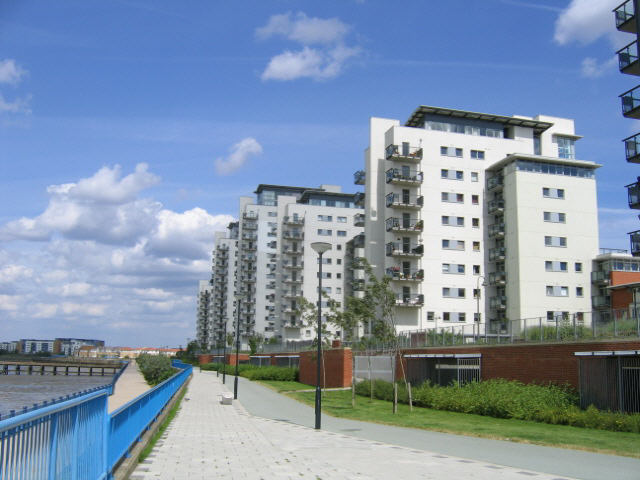
Royal Artillery Quays

## Geboren
- Kwesi Appiah (1990), voetballer van Ghanese origine